# Birgit Fischer

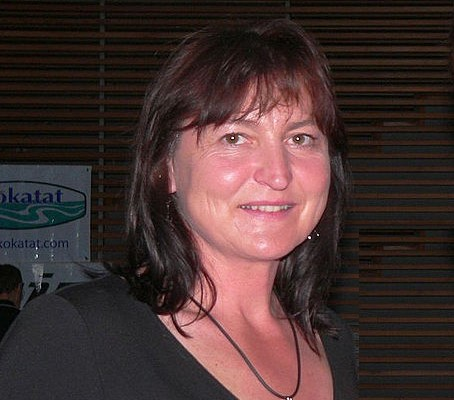
Birgit Fischer în 2012

Birgit Fischer (n. 25 februarie 1962, Brandenburg an der Havel, Potsdam District⁠(d), RDG) este o fostă caiacistă germană. Ea este considerată cea mai bună caiacistă din toate timpurile.

## Carieră
Sportiva a crescut cu caiac-canoe și de la vârsta de 6 ani a fost legitimată la un club. A devenit campioană mondială pentru prima dată în 1979 și cea mai tânără campioană olimpică la caiac-canoe în 1980, la Olimpiada de la Moscova, reprezentând Germania de Est. În 1984 nu a participat la Jocurile Olimpice de la Los Angeles din cauza boicotului de către blocul comunist. A participat la toate Jocurile Olimpice din 1988 până în 2004, cucerind la fiecare ediție cel puțin o medalie de aur. La ultima participare, la Olimpiada de la Atena, a devenit cea mai în vârstă campioană olimpică la caiac-canoe. S-a retras de două ori și a devenit de două ori mamă dar a revenit de fiecare dată până când s-a retras definitiv în 2008.
În total ea a câștigat 12 medalii la Jocurile Olimpice dintre care 8 de aur. De asemenea a cucerit 27 medalii de aur la Campionate Mondiale. În 2004 a fost aleasă sportiva anului a Germaniei și în 2008 a fost inclusă în „Hall of Fame al sportului german”. Ea a fost cea mai de succes sportivă germană la Jocurile Olimpice până când a fost depășită de călăreața Isabell Werth în 2024.
Și fratele lui Birgit Fischer, Frank Fischer, a fost un caiacist, de patru ori campion mondial. Nepoata Fanny Fischer a câștigat medalia de aur la Jocurile Olimpice din 2008.

## Palmares
| An   | Competiție          | Locație                    | Loc | Eveniment  |
| ---- | ------------------- | -------------------------- | --- | ---------- |
| 1979 | Campionatul Mondial | Duisburg, Germania de Vest | 1   | K-4 500 m  |
| 1980 | Jocurile Olimpice   | Moscova, Uniunea Sovietică | 1   | K-1 500 m  |
| 1981 | Campionatul Mondial | Nottingham, Marea Britanie | 1   | K-1 500 m  |
| 1981 | Campionatul Mondial | Nottingham, Marea Britanie | 1   | K-2 500 m  |
| 1981 | Campionatul Mondial | Nottingham, Marea Britanie | 1   | K-4 500 m  |
| 1982 | Campionatul Mondial | Belgrad, Iugoslavia        | 1   | K-1 500 m  |
| 1982 | Campionatul Mondial | Belgrad, Iugoslavia        | 1   | K-2 500 m  |
| 1982 | Campionatul Mondial | Belgrad, Iugoslavia        | 1   | K-4 500 m  |
| 1983 | Campionatul Mondial | Tampere, Finlanda          | 1   | K-1 500 m  |
| 1983 | Campionatul Mondial | Tampere, Finlanda          | 1   | K-2 500 m  |
| 1983 | Campionatul Mondial | Tampere, Finlanda          | 1   | K-4 500 m  |
| 1985 | Campionatul Mondial | Mechelen, Belgia           | 1   | K-1 500 m  |
| 1985 | Campionatul Mondial | Mechelen, Belgia           | 1   | K-2 500 m  |
| 1985 | Campionatul Mondial | Mechelen, Belgia           | 1   | K-4 500 m  |
| 1987 | Campionatul Mondial | Duisburg, Germania de Vest | 1   | K-1 500 m  |
| 1987 | Campionatul Mondial | Duisburg, Germania de Vest | 1   | K-2 500 m  |
| 1987 | Campionatul Mondial | Duisburg, Germania de Vest | 1   | K-4 500 m  |
| 1988 | Jocurile Olimpice   | Seul, Coreea de Sud        | 2   | K-1 500 m  |
| 1988 | Jocurile Olimpice   | Seul, Coreea de Sud        | 1   | K-2 500 m  |
| 1988 | Jocurile Olimpice   | Seul, Coreea de Sud        | 1   | K-4 500 m  |
| 1992 | Jocurile Olimpice   | Barcelona, Spania          | 1   | K-1 500 m  |
| 1992 | Jocurile Olimpice   | Barcelona, Spania          | 2   | K-4 500 m  |
| 1993 | Campionatul Mondial | Copenhaga, Danemarca       | 1   | K-1 500 m  |
| 1993 | Campionatul Mondial | Copenhaga, Danemarca       | 1   | K-4 500 m  |
| 1993 | Campionatul Mondial | Copenhaga, Danemarca       | 3   | K-1 5000 m |
| 1994 | Campionatul Mondial | Ciudad de México, Mexic    | 2   | K-2 200 m  |
| 1994 | Campionatul Mondial | Ciudad de México, Mexic    | 2   | K-4 200 m  |
| 1994 | Campionatul Mondial | Ciudad de México, Mexic    | 1   | K-1 500 m  |
| 1994 | Campionatul Mondial | Ciudad de México, Mexic    | 3   | K-2 500 m  |
| 1994 | Campionatul Mondial | Ciudad de México, Mexic    | 1   | K-4 500 m  |
| 1995 | Campionatul Mondial | Duisburg, Germania         | 2   | K-4 200 m  |
| 1995 | Campionatul Mondial | Duisburg, Germania         | 1   | K-4 500 m  |
| 1996 | Jocurile Olimpice   | Atlanta, Statele Unite     | 2   | K-2 500 m  |
| 1996 | Jocurile Olimpice   | Atlanta, Statele Unite     | 1   | K-4 500 m  |
| 1997 | Campionatul Mondial | Dartmouth, Canada          | 1   | K-2 200 m  |
| 1997 | Campionatul Mondial | Dartmouth, Canada          | 1   | K-4 200 m  |
| 1997 | Campionatul Mondial | Dartmouth, Canada          | 1   | K-2 500 m  |
| 1997 | Campionatul Mondial | Dartmouth, Canada          | 1   | K-4 500 m  |
| 1997 | Campionatul Mondial | Dartmouth, Canada          | 1   | K-2 1000 m |
| 1998 | Campionatul Mondial | Seghedin, Ungaria          | 1   | K-2 500 m  |
| 1998 | Campionatul Mondial | Seghedin, Ungaria          | 2   | K-4 500 m  |
| 1998 | Campionatul Mondial | Seghedin, Ungaria          | 2   | K-2 1000 m |
| 1999 | Campionatul Mondial | Milano, Italia             | 2   | K-4 500 m  |
| 2000 | Jocurile Olimpice   | Sydney, Australia          | 1   | K-2 500 m  |
| 2000 | Jocurile Olimpice   | Sydney, Australia          | 1   | K-4 500 m  |
| 2004 | Jocurile Olimpice   | Atena, Grecia              | 2   | K-2 500 m  |
| 2004 | Jocurile Olimpice   | Atena, Grecia              | 1   | K-4 500 m  |
| 2005 | Campionatul Mondial | Zagreb, Croația            | 3   | K-2 200 m  |
| 2005 | Campionatul Mondial | Zagreb, Croația            | 3   | K-2 500 m  |